# 琴江村
26°00′22″N 119°30′14″E / 26.006°N 119.504°E
琴江村，又称琴江满族村，位于中国福建省福州市长乐区的航城街道，是中国历史文化名村。琴江村距离长乐市区4公里，距离闽江口15公里，是福建省境内唯一一个满族聚居村落。
1729年（雍正七年），清廷为了加强福建沿海的防卫，在乌龙江、马江与琴江（皆为闽江支流）交界处的长乐县洋屿一带设立福州三江口水师旗营，修建城堡，派遣八旗兵眷驻扎于此。这些八旗子弟在当地建立了琴江村（俗称“旗下里”）。
琴江村通行长乐旗下话（又称琴江话），是北方官话的一种方言，与北京话比较相似，混有满语词汇。